# مقاطعة سانت جينيفييف (ميزوري)
مقاطعة سانت جينيفييف (بالإنجليزية: Sainte Genevieve County)‏ هي إحدى المقاطعات في ولاية ميزوري في الولايات المتحدة الأمريكية. بلغ عدد سكانها 18145  نسمة في 1 أبريل 2010 . عاصمتها سنت جينيفيف . تبلغ مساحتها 1318 كيلومتر مربع .

## الموقع
تشترك في الحدود مع:
- مقاطعة مونرو، إلينوي
- مقاطعة سانت فرانسوا، ميزوري
- مقاطعة بيري، ميزوري
- مقاطعة راندولف، إلينوي
- مقاطعة جيفيرسون، ميزوري.